# Soldado Desarmado
Soldado desarmado é um livro de memórias sobre o herói militar da Segunda Guerra Mundial, o soldado Desmond Thomas Doss. A obra foi escrita por Frances Doss, segunda esposa do paramédico        norte-americano. O livro apresenta memórias de Desmond, a obra relata um combate em Okinawa, no Japão, quando é atribuído a Doss o resgate de 75 soldados feridos. Ele foi um membro da Igreja Adventista do Sétimo Dia que se recusou a usar armas, mas atuou em meio ao conflito como paramédico. ficou casado entre 1993 e 2006, a pedido do próprio Doss conforme ele escreveu no prefácio da obra. Consiste em memórias da sua época de infância, adolescência e juventude. O enfoque do livro é sua educação em um ambiente cristão adventista onde valores como o respeito à vida, a guarda do sábado bíblico e a solidariedade foram ensinados. O livro aborda, ainda, o convívio de Doss com seus companheiros durante combates da Segunda Guerra Mundial e as dificuldades enfrentadas, por exemplo, para conseguir permissão de assistir aos cultos aos sábados, além, é claro, dos percalços vividos por conta de ser um objetor de consciência.

## Filme
A história de Doss rendeu roteiro do recém-lançado filme Até o ultimo homem, longa-metragem dirigido por Mel Gibson, de 2016, que mostra especialmente as dificuldades que o herói de guerra enfrentou por conta da sua decisão de não matar e sequer pegar em armas. O filme tem no elenco Andrew Garfield (como Desmond Doss), Hugo Weaving (como Tom Doss), Luke Bracey (como Smitty), Ryan Corr (como Lt. Manville), Sam Worthington (como Captain Glover), Teresa Palmer (como Dorothy Schutte), Vince Vaughn (como Sargent Howell). 